# Azuragrion nigridorsum
Azuragrion nigridorsum é uma espécie de libelinha da família Coenagrionidae.
Pode ser encontrada nos seguintes países: Angola, Botswana, Camarões, Etiópia, Quénia, Malawi, Moçambique, Namíbia, Níger, África do Sul, Sudão, Tanzânia, Uganda, Zâmbia e Zimbabwe.
Os seus habitats naturais são: florestas subtropicais ou tropicais húmidas de baixa altitude, savanas áridas, savanas húmidas, matagal árido tropical ou subtropical, matagal húmido tropical ou subtropical, campos de gramíneas subtropicais ou tropicais secos de baixa altitude, áreas húmidas dominadas por vegetação arbustiva, pântanos, lagos de água doce intermitentes, marismas de água doce, marismas intermitentes de água doce e nascentes de água doce.